# Khusrau Khan
Khusrau Khān (in persiano ناصر الدين خسرو خان‎; fl. XIV secolo) fu nel 1320 Sultano di Delhi per circa due mesi.
Apparteneva al gruppo sociale indù dei Baradu e fu catturato dalle forze militari di Delhi nel corso della conquista di Malwa di ʿAlāʾ al-Dīn Khaljī nel 1305.
Dopo essere stato portato a Delhi come schiavo, si convertì all'Islam e divenne partner omosessuale del figlio di ʿAlāʾ al-Dīn, Quṭb al-Dīn Mubārak Shāh, che gli dette il titolo di "Khusrau Khān", favorendolo vistosamente.
Khusrau Khān condusse vittoriosamente una campagna militare per assicurarsi il controllo di Delhi, messo a repentaglio da Devagiri nel 1317. L'anno dopo guidò un esercito che assediò Warangal nel 1318, obbligando il sovrano Kakatiya Prataparudra a versare nuovamente il tributo a Delhi.
Nel 1320, comandò un gruppo di Baradu e di nobili scontenti che assassinò Mubārak Shah, e ascese quindi al trono col titolo regio di Nāṣir al-Dīn. Tuttavia fu quasi subito deposto da un gruppo di rivoltosi guidati dal nobile Malik Ṭughlāq, che gli succedette sul trono.